# Jared S. Gilmore

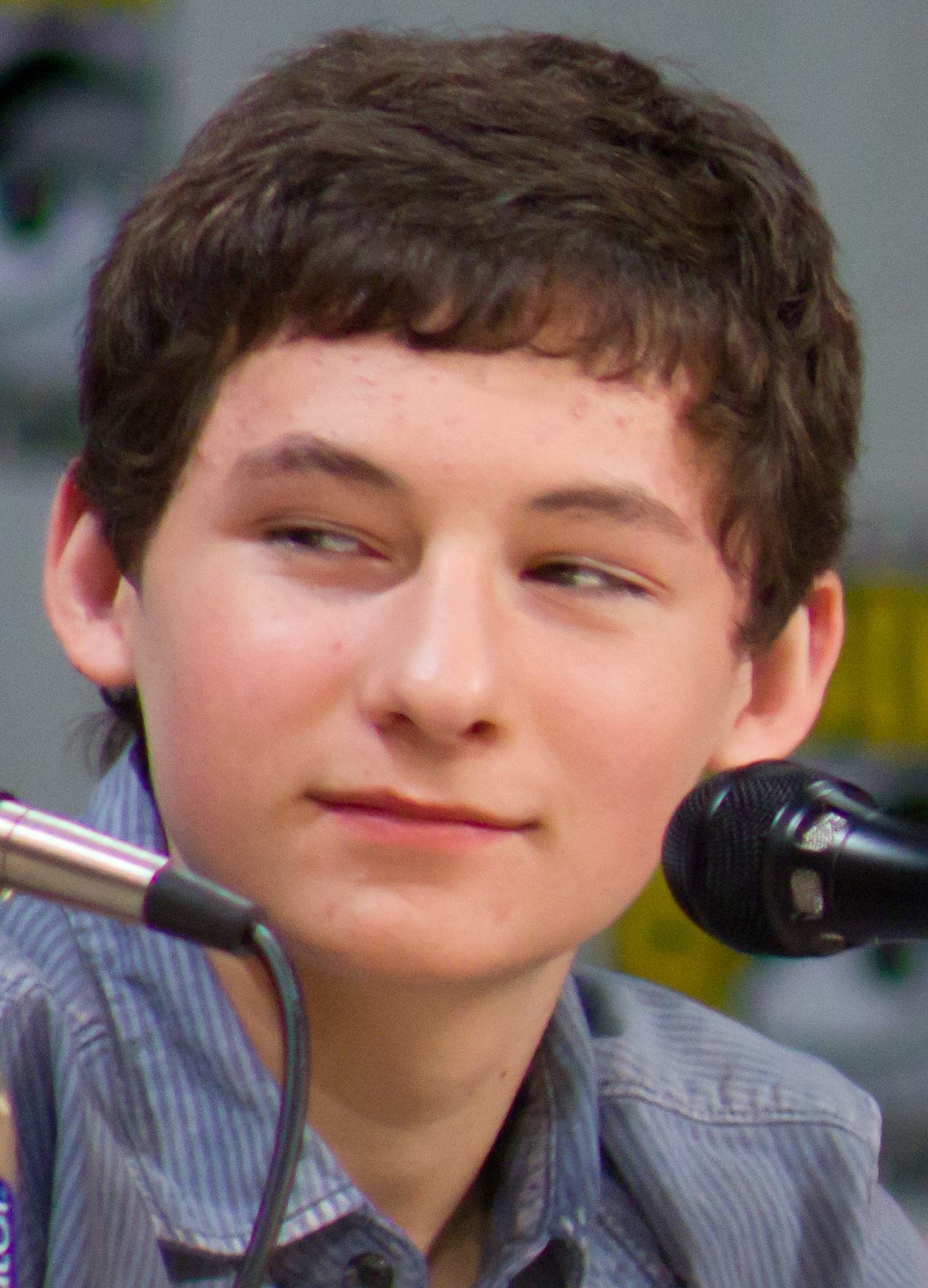
Jared Gilmore bei der Comic-Con im Juli 2014

Jared Scott Gilmore (* 30. Mai 2000 in San Diego, Kalifornien) ist ein US-amerikanischer Kinderdarsteller und Schauspieler, bekannt durch seine Rollen als Bobby Draper in Mad Men und als Henry Mills in Once Upon a Time – Es war einmal….

## Leben und Karriere
Jared Gilmore wurde im Mai 2000 in San Diego, Kalifornien geboren. Seine ersten Erfahrungen machte er bereits in jungen Jahren in einigen Werbespots, darunter auch für McDonald’s. Sein Debüt als Schauspieler gab er 2008 in einer Episode der Krimiserie Without a Trace – Spurlos verschwunden, woraufhin ein Gastauftritt in der achten Episode der ersten und einzigen Staffel von Eleventh Hour – Einsatz in letzter Sekunde folgte. Zwischen 2008 und 2009 trat er in der Late-Night-Show Talkshow with Spike Feresten als junge Version des Moderators Bill O’Reilly auf. 2009 folgte eine Rolle neben Ariel Winter in der Komödie Opposite Day, sowie eine wiederkehrende Nebenrolle als Bobby Draper in der AMC-Dramaserie Mad Men. Für letztere konnte er 2009 zusammen mit der restlichen Besetzung einen Screen Actors Guild Award in der Kategorie Outstanding Performance by an Ensemble in a Drama Series gewinnen. In Alan Pouls Komödie Plan B für die Liebe spielte Gilmore neben Schauspielgrößen wie Jennifer Lopez und Alex O’Loughlin mit. Ebenfalls 2010 war er in drei Episoden der Krankenhausserie Hawthorne, im Film A Nanny for Christmas, sowie in einer Episode der TNT-Dramedy-Fernsehserie Men of a Certain Age zu sehen. Seinen großen Durchbruch feierte Gilmore in der Hauptrolle des Henry Mills, welche er zwischen 2011 und 2018 in der ABC-Fantasyserie Once Upon a Time – Es war einmal… verkörperte. Für diese Rolle konnte er bei den Young Artist Awards 2012 den Award als Bester Hauptdarsteller in einer Fernsehserie gewinnen.

## Filmografie (Auswahl)
- 2008: Without a Trace – Spurlos verschwunden (Without a Trace, Fernsehserie, Episode 6x17)
- 2008: Eleventh Hour – Einsatz in letzter Sekunde (Eleventh Hour, Fernsehserie, Episode 1x08)
- 2008–2009: Talkshow with Spike Feresten (Fernsehserie, neun Episoden)
- 2009: Opposite Day
- 2009–2010: Mad Men (Fernsehserie, 19 Episoden)
- 2010: Plan B für die Liebe (The Back-up Plan)
- 2010: Hawthorne (Fernsehserie, drei Episoden)
- 2010: A Nanny for Christmas
- 2010: Men of a Certain Age (Fernsehserie, Episode 2x03)
- 2011: Wilfred (Fernsehserie, Episode 1x08)
- 2011–2018: Once Upon a Time – Es war einmal… (Fernsehserie, 136 Episoden)

## Auszeichnungen und Nominierungen
| Jahr | Auszeichnung              | Für                               | Kategorie                                                | Resultat |
| ---- | ------------------------- | --------------------------------- | -------------------------------------------------------- | -------- |
| 2009 | Screen Actors Guild Award | Mad Men                           | Outstanding Performance by an Ensemble in a Drama Series | Gewonnen |
| 2012 | Young Artist Award        | Once Upon a Time – Es war einmal… | Best Performance in a TV series – Leading Young Actor    | Gewonnen |